# Du goudron et des plumes (film)
Pour les articles homonymes, voir Du goudron et des plumes.
Pour plus de détails, voir Fiche technique et Distribution.
Du goudron et des plumes est une comédie française réalisée par Pascal Rabaté, sortie en 2014. Le film a été en compétition officielle du Festival international du film de Karlovy Vary en 2014.

## Synopsis
Montauban : Christian Fellous est commercial dans une société de produits anti-termites, en ayant recours à des combines pour forcer les ventes. Divorcé, il est en admiration devant sa fille Vanessa, dont il partage la garde, et qui vient de s'inscrire dans un groupe de majorettes. Celles-ci sont amenées à intervenir dans une prochaine édition d'un jeu télévisé : le triathlon de l'été. Au cours d'un entraînement de sa fille, Christian fait la connaissance de Christine, mère célibataire et enceinte, qui arrive de Bordeaux et dont la fille vient également de rejoindre le groupe. L'équipe de Montauban se trouvant à court d'un rameur d'avirons, l'entraîneur propose le poste à Christian, qui refuse dans un premier temps, mais finit par accepter pour conserver la fierté de sa fille.

## Fiche technique
- Réalisation : Pascal Rabaté
- Scénario : Pascal Rabaté et Antoine Pinson
- Directeur de la photographie : Benoît Chamaillard
- Producteur : Xavier Delmas
- Scripte : Cécile Rodolakis
- Décorateur : Angelo Zamparutti
- Costumes : Virginie Alba
- Musique : Alain Pewzner
- Société de production : Loin derrière l'Oural, en association avec la SOFICA Cinémage 8
- Durée : 1h31 min
- Date de sortie : 9 juillet 2014 ( France)

## Distribution
- Sami Bouajila : Christian
- Isabelle Carré : Christine
- Talina Boyaci : Vanessa
- Laura Genovino : Alizée
- Daniel Prévost : Kader
- Zinedine Soualem : Patrick
- Gustave Kervern : Paul Gracineau
- Stéphanie Pillonca-Kervern : Patricia
- Jean-François Gallotte : voisin bègue
- David Salles : Olivier
- Charles Schneider : coach
- Olivier Jeannelle : Marc
- Soazig Ségalou : Fille de la boîte de nuit
- Nicolas Avinée : Benjamin, le statgiaire

## Tournage
Le film a été tourné en Indre-et-Loire à Tours, et en Tarn-et-Garonne : à Montauban et Bouloc.

## Réception par le public
Selon le Figaro, le film figure en septième position dans la liste des vingt films français et étrangers les plus « boudés par le public » en 2014 